# Distrito de Pampas (Tayacaja)
El distrito de Pampas es uno de los dieciséis que componen la provincia de Tayacaja, ubicada en el departamento de Huancavelica en el Sur del Perú. Se encuentra en la zona suroeste de la mencionada provincia. Su capital, la ciudad de Pampas, se encuentra a 3.276 m.s.n.m. Cuenta con una universidad pública en proceso de organización, la Universidad Nacional Autónoma de Tayacaja "Daniel Hernandez Morillo" http://unat.edu.pe

## Geografía

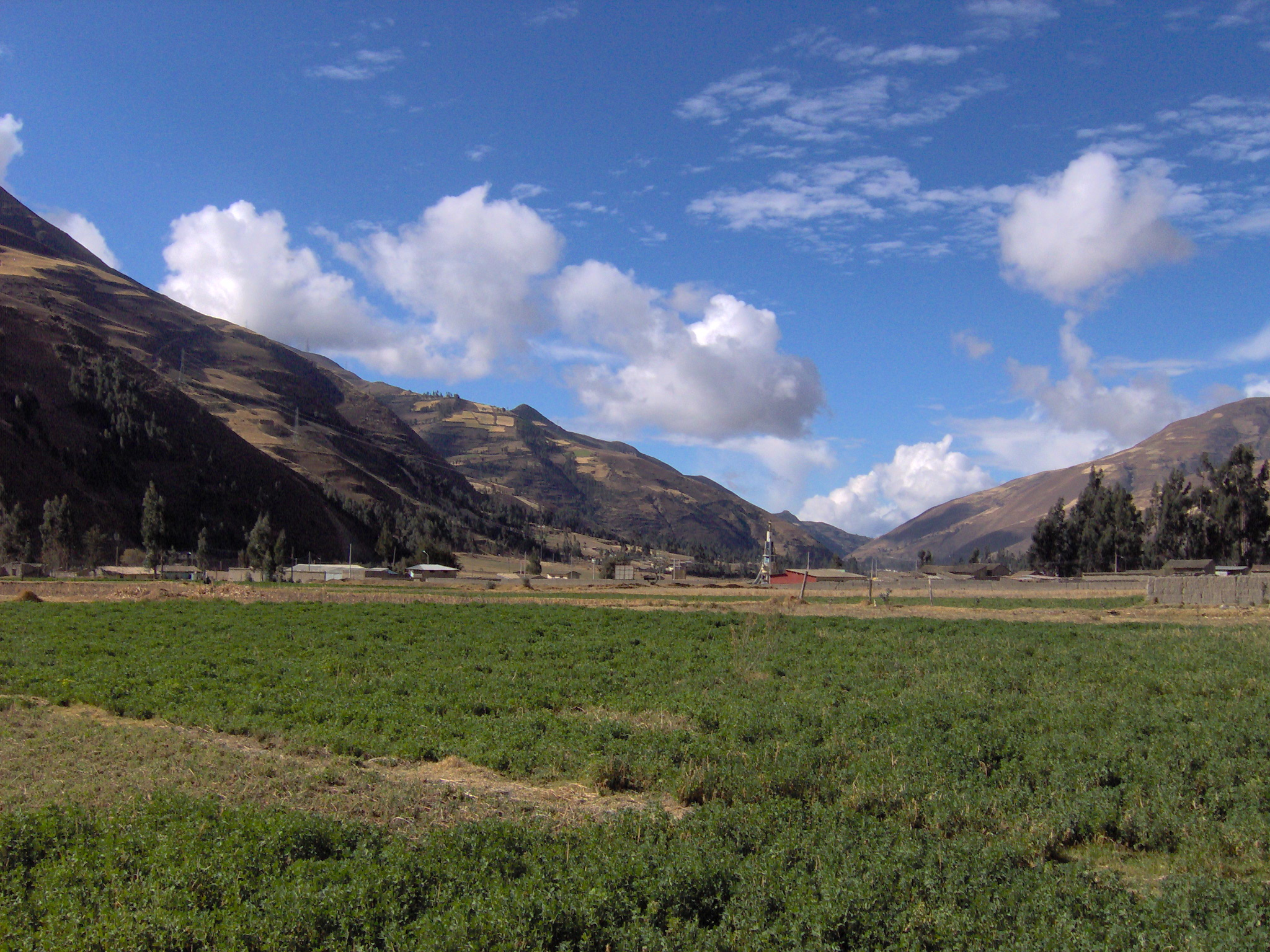
El clima en el valle de Pampas o valle Upamayo puede variar desde pastizales verdes en la parte llana, hasta cerros secos y frígidos.

El distrito se encuentra al suroeste de la Provincia de Tayacaja en el Departamento de Huancavelica. La capital distrital se localiza a 12° 23'42 de latitud sur y 74°'52' 02 de longitud oeste. La extensión territorial del distrito es de 109,07 km² que equivale al 8.87% de la Provincia de Tayacaja. Limita por el norte con los distritos de Huaribamba y Daniel Hernández, en el sur: con los distritos de Acoria, Mariscal Cáceres e Izcuchaca de la provincia de Huancavelica, al este con los distritos de Daniel Hernández y Colcabamba y por el oeste con los distritos de Pazos, Ahuaycha y Acostambo.
El espacio geográfico del Distrito de Pampas está localizado dentro de la sub—cuenca del Valle Upamayo donde se localiza el área urbana de Pampas, los centros poblados del norte en la sub—cuenca de Huanchuy y los centros poblados localizados al sur, tributarios directos del Río Mantaro.
Su fisiografía está representada por el Valle Upamayo en donde se localiza la capital provincial, de relieve llano sin problemas de fenómenos de geodinámico externa; seguido por el paisaje colinoso de relieve moderado a empinado donde se producen fenómenos externos como derrumbes y deslizamientos. La altitud del distrito varía entre 3.260 m.s.n.m encuentro entre el Río Viñas y Upamayo, y la parte más alta 3.950 m.s.n.m en el Cerro Tucuma; su capital distrital está a 3.276 m.s.n.m.

## Población
Según el Censo Nacional de 2017 Pampas albergaba a 1.447 personas. En el año 1993 aumentaba en un 666.82% (9.649 personas). Actualmente la población en este distrito es de 12.269 personas según el censo realizado en 2005. La variación desproporcional en algunos años, se debió no sólo a la migración y al terrorismo en años pasados, sino también a que alrededor de este distrito, sus anexos pasaban a constituirse distritos, ya que contaban con un número requerido de personas, y un presupuesto estable. El distrito, actualmente, tiene 23 Centros Poblados que se listan a continuación:

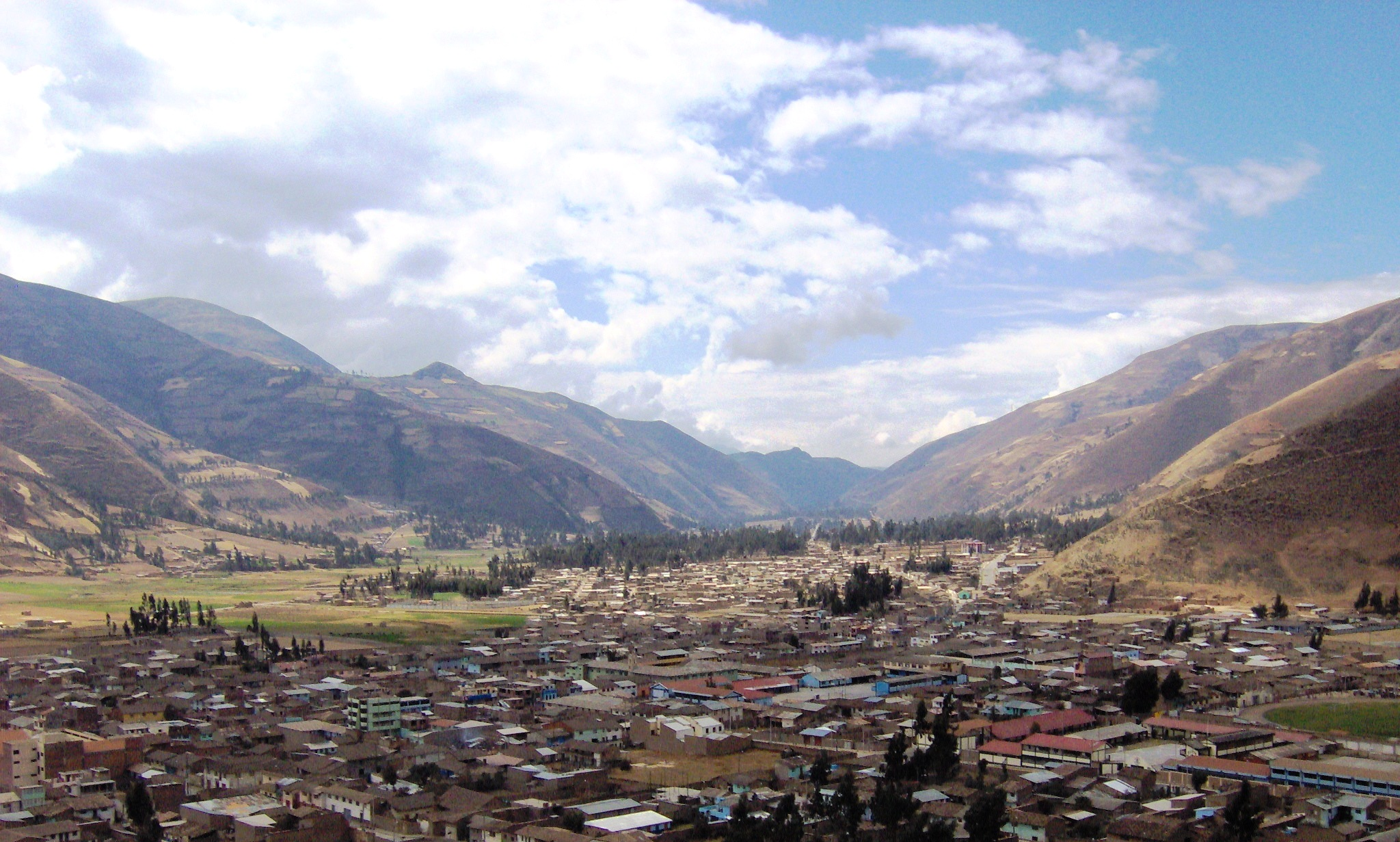
Parte central de este distrito.

| N.º | Nombre       | Categoría |
| --- | ------------ | --------- |
| 1   | Capillapata  | Caserío   |
| 2   | Casay        | Caserío   |
| 3   | Centro Unión | Caserío   |
| 4   | Corinto      | Caserío   |
| 5   | Dos de Mayo  | Caserío   |
| 6   | El Porvenir  | Caserío   |
| 7   | Huayrapiri   | Caserío   |
| 8   | Manyanayoc   | Caserío   |
| 9   | Accobamba    | Caserío   |
| 10  | Pacti        | Caserío   |
| 11  | Paucapampa   | Caserío   |
| 12  | Providencia  | Caserío   |

| N.º  | Nombre                    | Categoría |
| ---- | ------------------------- | --------- |
| 13   | San Carlos                | Caserío   |
| 14   | Santa Cruz de Villa Vista | Caserío   |
| 15   | Seqes Pere                | Caserío   |
| 16   | Socorro                   | Caserío   |
| 17   | Vinas                     | Pueblo    |
| 18   | Yacuraquina               | Caserío   |
| 19   | Chauchura                 | Caserío   |
| 20   | Lambras                   | Caserío   |
| 21   | Mantacra                  | Caserío   |
| 22   | Tucuma                    | Pueblo    |
| 23   | Uyras                     | Caserío   |
| ---- | ----                      | ----      |

## Autoridades

### Municipales
- 2011-2014[5]
  - Alcalde: Juan Carlos Común|Juan Carlos Común Gavilán, Movimiento independiente Trabajando para Todos (TpT).
  - Regidores: Luis Ricardo Rosas Zamudio (TpT), Humberto Curo Rojas (TpT), Agapito Díaz Canchari (TpT), Juana Manuela Abad Rodríguez (TpT), Teodoro Joñoruco Riveros (TpT), Andrés Ataucusi Canchari (TpT), Félix Romaní Tapia (TpT), Rocio del Pilar Chamorro Abregu (Ayni), Arcángel Fortunato Campos Paraguay (Ayni), Julio Herminio Cosser Gamarra (Unidos por Huancavelica), Edilberto Cisneros Pérez (Frente Descentralista de Pueblos Andinos).